# أشين (لعبة فيديو 2004)
أشين(بالإنجليزية: Ashen)‏ هي لعبة تصويب منظور الشخص الأول لجهاز الهاتف المحمول إن-غيج من تطوير شركة توروس غيمز ونشر نوكيا. صدرت اللعبة في 25 مايو 2004 , تم عرضه لأول مرة للجمهور في معرض سيبت .   

## طريقة لعب
تنقسم اللعبة إلى 8 مستويات، وهي، بالنسبة لجهاز محمول، هائلة الحجم والبنية. تجري المستويات في السجن، وفوق أسطح المنازل، و مناظر المدينة، وحتى في المجاري. البيئات متنوعة تمامًا وهي واحدة من أفضل عناوين تصويب منظور الشخص الأول أداءً على إن-غيج.
هناك 9 أسلحة مختلفة متاحة في اللعبة، بما في ذلك مسدسات 2x، وأسلحة كائنات فضائية، وMG، وبندقية قنص، وقاذفة صواريخ. لسوء الحظ، تنوع العدو غير موجود.